# حسین‌آباد (زهان)
حسین آباد روستایی در دهستان افین بخش زهان شهرستان زیرکوه استان خراسان جنوبی ایران است.

## جمعیت
بر پایه سرشماری عمومی نفوس و مسکن در سال ۱۳۹۰ جمعیت این روستا ۱۴۷ نفر (در ۴۰ خانوار) بوده است.